# Areae
Areae, tribus biljaka iz porodice kozlačevki, dio je potporodice Aroideae. Postoji osam prizatih rodova od kojih je tipičan kozlac (Arum).

## Rodovi
1. Theriophonum Blume (7 spp.)
2. Typhonium Schott (91 spp.)
3. Sauromatum Schott (13 spp.)
4. Eminium (Blume) Schott (9 spp.)
5. Helicodiceros Schott (1 sp.)
6. Biarum Schott (23 spp.)
7. Dracunculus Mill. (2 spp.)
8. Arum L. (29 spp.)